# Медичний сплеск
Медичний сплеск[джерело?] — різке збільшення кількості пацієнтів, що перевищує можливості обслуговування лікарні — часто, але не завжди пов'язане з великою кількістю пацієнтів у відділенні невідкладної допомоги лікарні. Медичні сплески можуть виникнути після інцидентів із масовими жертвами. Під час опитування, проведеного Американським коледжем лікарів невідкладної допомоги в травні 2018 року, 93 % лікарів сказали, що їхні відділення невідкладної допомоги в США не були повністю готові до медичних сплесків. 6 % заявили, що їхні відділення невідкладної допомоги повністю готові.

## Надання допомоги
Велика кількість лікарень часто не готова прийняти одразу багато пацієнтів. У деяких лікарнях, як-от Загальна лікарня Сан-Франциско, для навчання персоналу проводяться медичні тренування.

### Медична потужність від перенапруги
У лютому 2019 року Американська асоціація лікарень опублікувала звіт про те, що малі можливості лікарень є однією з чотирьох основних проблем, які загрожують здатності сільських лікарень надавати допомогу.
За даними Міністерства охорони здоров'я та соціальних служб США, медична потужність — це «здатність оцінити збільшення кількості пацієнтів. Роботи під час сплесків можуть виходити за межі безпосереднього догляду за пацієнтом і включати такі завдання, як широкі лабораторні або епідеміологічні дослідження. Це пов'язано з кількістю пацієнтів та палат, персоналу, витратних матеріалів та обладнання, яке слід визначити та систематизувати».

### Можливість медичної допомоги
За даними Міністерства охорони здоров'я та соціальних служб США часто необхідне спеціальне втручання для захисту медичних працівників, інших пацієнтів. Також під час сплесків необхідна спеціалізована медична допомога та оцінка пацієнтів. Яскравими прикладами є напливи хворих на ГРВІ.